# Huấn luyện động vật

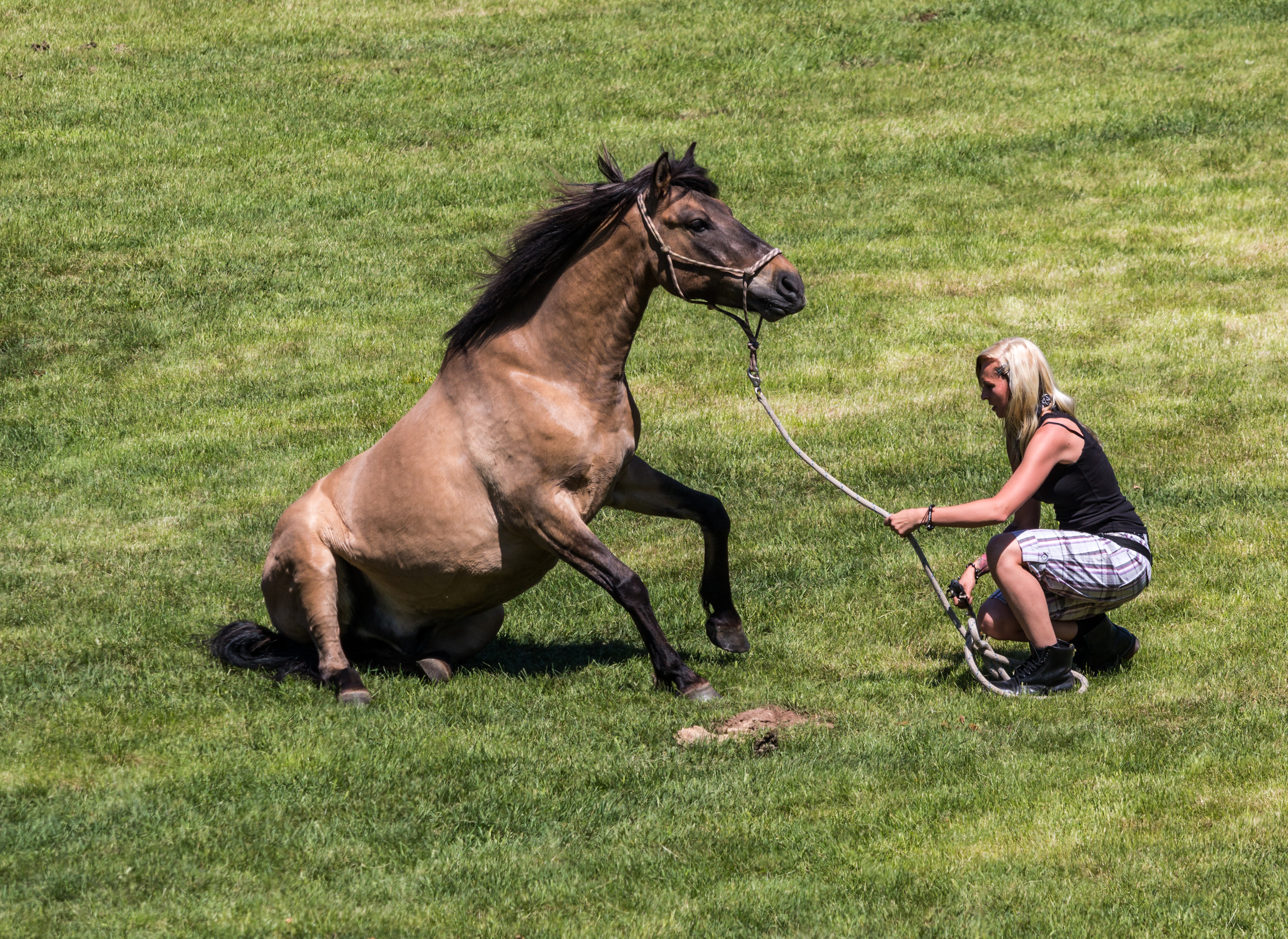
Một cảnh huấn luyện ngựa, huấn luyện ngựa là một trong những nội dung huấn luyện cơ bản của động vật từ thời cổ xưa để buộc những con ngựa phục vụ cho con người từ các công việc trong đời sống đến ra trận chiến đấu

Huấn luyện động vật là việc thực hành dạy cho các động vật những phản ứng cụ thể với điều kiện hoặc kích thích cụ thể. Huấn luyện động vật có thể được cho các mục đích như để chúng nghe lời, gắn bó, chịu sự sai khiến của con người, lao động, bảo vệ con người và tài sản của con người cũng như phục vụ cho hoạt động giải trí. Các loại hình huấn luyện một con vật sẽ có sự khác nhau tùy thuộc vào phương pháp đào tạo sử dụng, và mục đích đào tạo các động vật. Ở một số nước, trong đó có Anh, hình thành cơ quan cấp giấy chứng nhận huấn luyện động vật. Một nhà huấn luyện động vật nên xem xét các hành vi tự nhiên của động vật và nhằm mục đích để thay đổi hành vi thông qua một hệ thống cơ bản của sự tưởng thưởng và trừng phạt.

## Phương pháp
Huấn luyện động vật đều áp dụng chung một kiểu luyện thú đơn giản và hiểu được chúng muốn gì, xuất phát từ việc thú vật không bao giờ hành động để làm vừa lòng con người. Chúng chỉ hành động nếu đó là điều mang lại ích lợi cho chúng như để tránh một hình phạt bằng gậy hay được thưởng thức ăn, vuốt ve. Huấn luyện động vật cần có hai cách khác nhau: bằng hình phạt hay bằng khen thưởng.

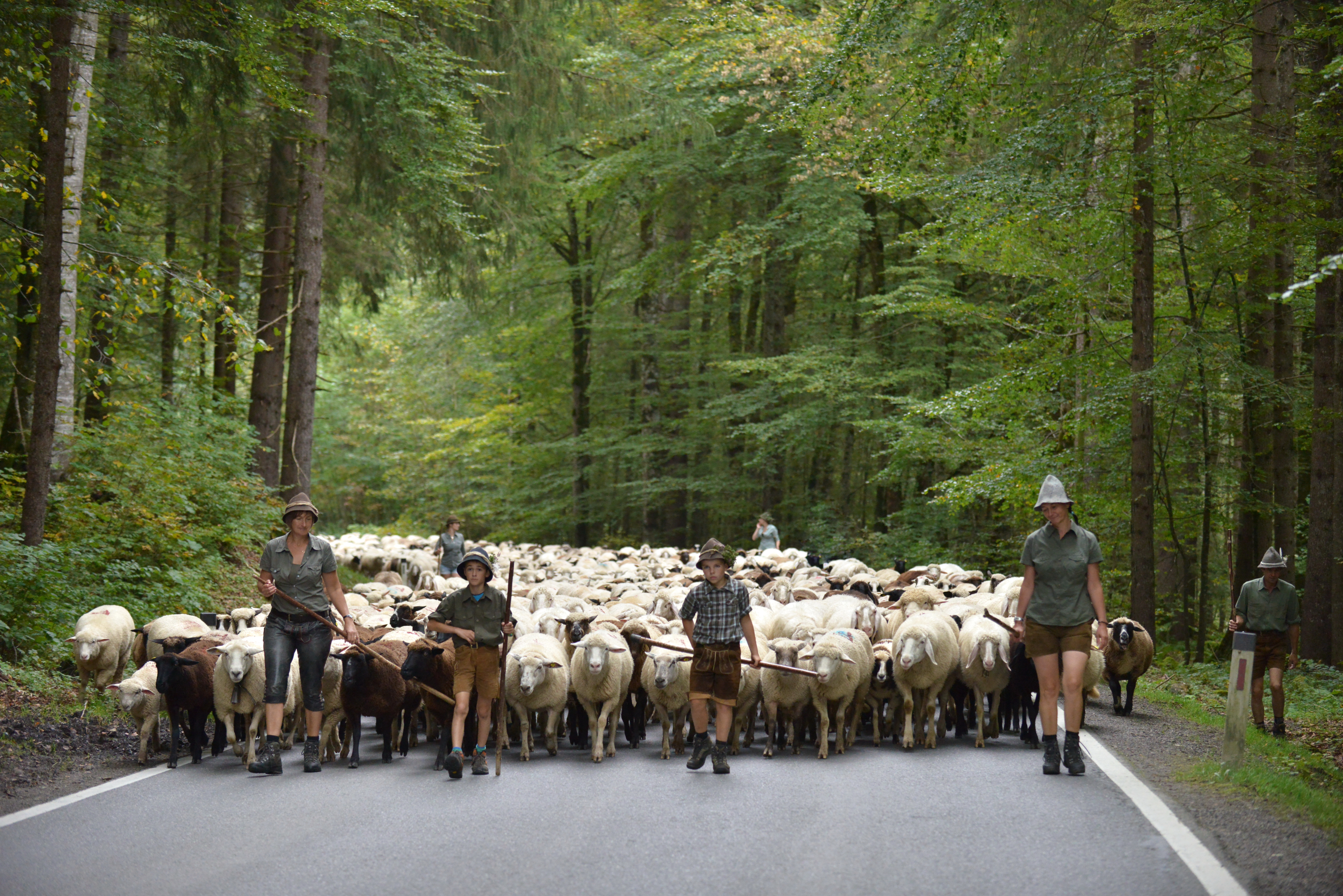
Một đàn cừu đang ngoan ngoãn đi theo người hướng đạo

- Hình phạt phát ra trực tiếp từ tay người huấn luyện để buộc con vật phải lệ thuộc hoàn toàn vào con người. Không còn cách nào khác, con vật phải ngoan ngoãn nghe theo. Thế nhưng ngày nay, cách này chỉ còn được áp dụng trong các đoàn xiếc nhỏ. nhiều đoàn xiếc đã cho thú dữ sử dụng thuốc an thần và tách hẳn các con thú lớn tuổi khỏi các con nhỏ tuổi.
- Khen thưởng là kỹ thuật có thể áp dụng không những cho nhiều loài vật mà cả với trẻ con trong nhà. Đối với thú vật, kỹ thuật này khiến chúng tưởng rằng sở dĩ chúng vâng lệnh con người là vì lợi ích của bản thân chúng. Tuy nhiên, kỹ thuật này cần phải có cách áp dụng riêng biệt với từng loài, và không thể bỏ qua những yêu cầu cơ bản. Đầu tiên con vật phải cảm thấy thật sự thoải mái, hưng phấn, không sợ hãi.

Nên tìm hiểu xem loại khen thưởng nào mà con vật cảm thấy hứng thú. Đa số các con vật đều thích thưởng bằng thức ăn mà chúng ưa thích. Tuy nhiên đối với loài như chó chẳng hạn, thức ăn không phải là phần thưởng duy nhất mà chúng còn cần được vuốt ve hay cho một món đồ chơi. Còn đối với cá heo, loài vật rất tò mò, phần thưởng đối với chúng là cả một điều ngạc nhiên. Một con cá trích, một cái vuốt ve, một động tác chà trên lưng bằng bàn chải cũng khiến chúng vô cùng thích thú, và dĩ nhiên là tiếp tục vâng lời người luyện
Đối với những con vật hung dữ có thói quen bảo vệ địa phận của chúng, tốt nhất là hãy để chúng thường xuyên tiếp xúc với con người, nhất là người trực tiếp huấn luyện, từ khi còn nhỏ. Đây cũng là lý do vì sao các đoàn xiếc chỉ luyện với các con thú bị bắt trong thiên nhiên khi còn nhỏ. Một khi con vật đã tỏ vẻ tin tưởng con người, cần tìm hiểu xem chúng thích làm công việc gì. Chẳng hạn như Trong tiết mục cọp nhảy qua nhiều con cọp khác đang nằm im dưới sàn thì con cọp có nhiệm vụ nhảy phải thật sự thích nhảy còn những con khác chỉ muốn nằm mọp xuống sàn.
Sau khi đã tìm ra phần thưởng thích hợp với từng loài vật, cần phải lên kế hoạch tập luyện theo nhiều giai đoạn. Tiến triển của từng giai đoạn phải thật chậm. Áp dụng cách khen thưởng để luyện thú là điều quan trọng. Nhưng mỗi người luyện thú đều có cách vận dụng riêng của mình và còn tùy thuộc vào từng loài thú. Người ta không luyện một con chó theo kiểu luyện sư tử hay cá heo. Nhưng đối với hầu hết các loài, ngoài việc khen thưởng, còn cần chứng tỏ uy quyền của người huấn luyện.

## Từng con vật

### Dạy chó
Huấn luyện các động tác cơ bản ban đầu cho chó là có ý nghĩa hết sức quan trọng, nhằm rèn luyện cho chó có kỷ luật cao, hạn chế những hành vi hoang dã. Riêng đối với chó thì Phải coi chó như người bạn đồng hành, gọi tên, vuốt ve, chơi đùa tạo cho chó sự quyến luyến, vui vẻ giúp người và chó có tình cảm tốt cho việc huấn luyện sau này. Khi ra lệnh cho chó thì lệnh phải ngắn, gọn, rõ ràng, cương quyết, có uy lực để bắt buộc chó làm theo, không được bỏ qua nhằm tạo kỷ luật. Gữa các lệnh phải có thời gian nghỉ (tối thiểu là 30 giây) để chó kịp nghe và làm theo.
Có thể dạy chó vào sáng hoặc chiều. mỗi lần khoảng 10 – 15 phút, 1 ngày 2 lần. dạy chó tại nơi cách biệt, tránh nhiều người làm phân tán sự tập trung. Tùy tính nết từng con chó để có phương pháp huấn luyện khác nhau. Nếu chó hiền và nhát, nên vuốt ve, động viên, khuyến khích. Nếu chó bướng bỉnh thì phải ép buộc, cứng rắn để chó học. Chó từ 6-12 tháng là dễ dạy nhất.
Quan trọng là Huấn luyện chó con đi vệ sinh. Nên bắt đầu dạy chó từ khi cai sữa. Trước hết phải dạy chó đi vệ sinh đúng chỗ, có mặt khi được gọi, không được gặm đồ đạc, dày dép. Sau mỗi bữa ăn đưa cho chó ra ngoài và khen ngợi chó mỗi khi nó đi vệ sinh xong. Nếu chó con ỉa đái bậy ra nhà, hãy mắng và đưa nó ra ngoài ngay lập tức. Khi thấy chó con bắt đầu đi vòng vòng và hít hà đánh hơi thì đó là dấu hiệu cho biết nó cần đi vệ sinh. Nếu có thể được thì việc đầu tiên trong ngày là đưa chó ra ngoài lúc sáng sớm, sau mỗi lần cho chó ăn và khi chuẩn bị đi ngủ. Chó phải đi vệ sinh ở ngoài bất kể thời tiết nên phải canh trừng nó và khi làm vệ sinh xong thì cho nó vào nhà, khen thưởng vuốt ve nó.

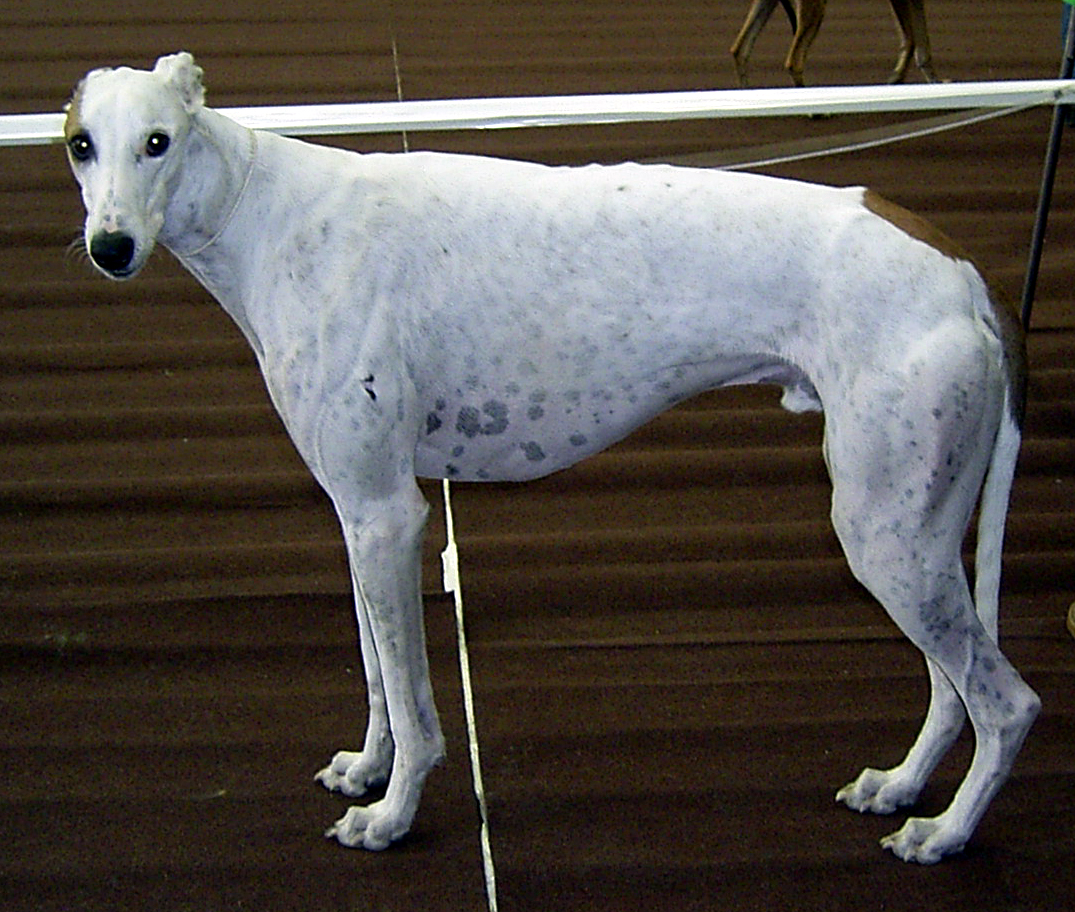
Chó đua được chăm sóc đặc biệt

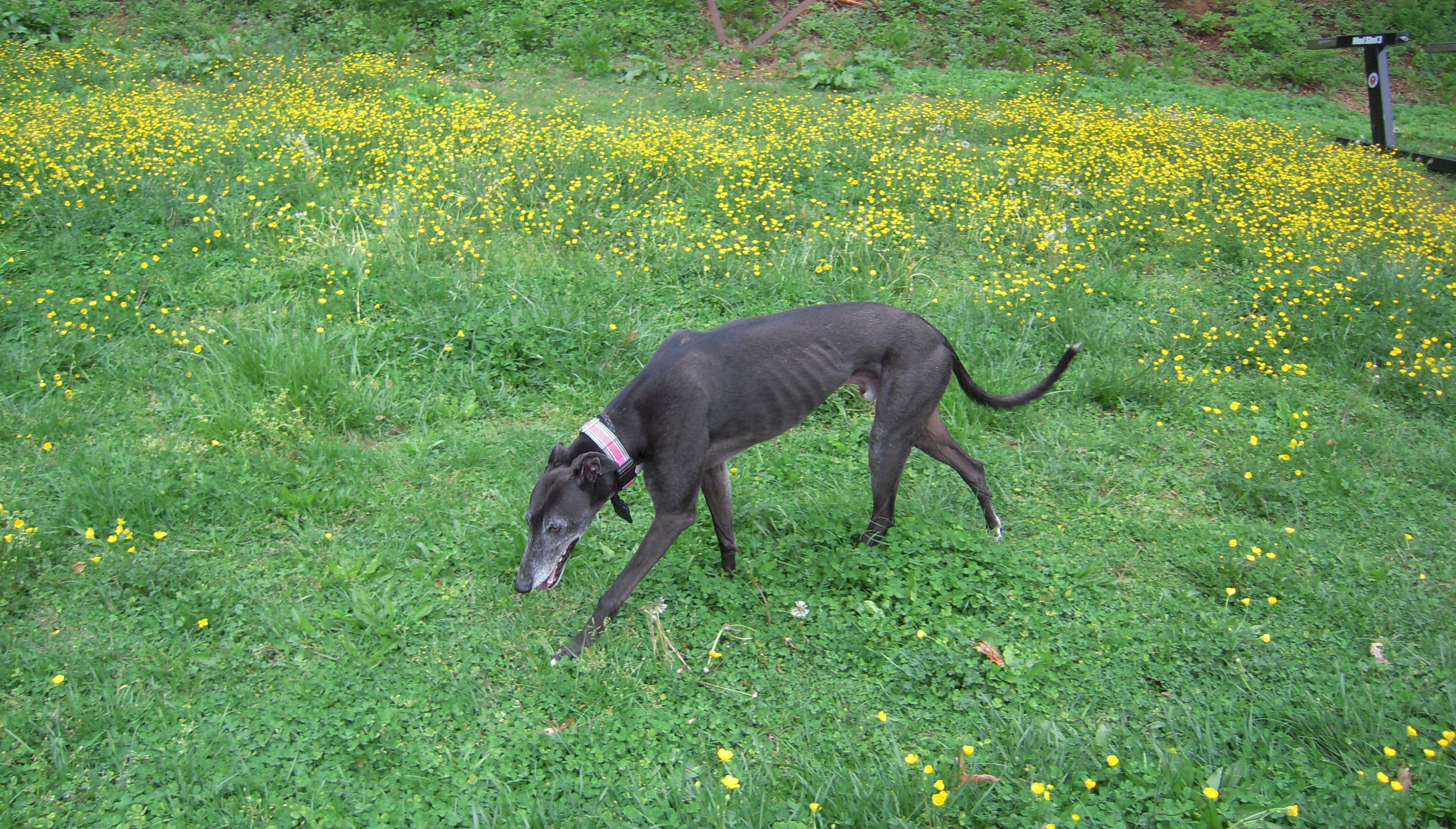
Chó đua được chuấn luyện đặc biệt

Đối với chó đua, việc nhân giống, nuôi và huấn luyện chó săn rất công phu và tỷ mỉ. Khi chó mẹ mang thai và sinh nở, phải tuân thủ quy trình nuôi dạy nghiêm ngặt của chuyên gia như đến tháng thứ 2 phải tách mẹ con chó ra riêng rẽ, đến tháng thứ 12 bắt đầu đưa ra huấn luyện để tập đua và chỉ khoảng 3 tháng sau đó khi chó khoảng 14-15 tháng tuổi thì chúng trở thành tay đua thực thụ Chó đua được nuôi nhốt, mỗi chuồng có diện tích khoảng 4.2m vuông
Chế độ tập luyện để những con chó có thể đua rất công phu, chó đua được tập luyện rất kỹ. Những chú chó bắt đầu từ tháng tuổi thứ 12 phải tập luyện theo một giáo án đã được soạn sẵn. Bắt đầu từ 6h sáng hàng ngày, huấn luyện viên vào xoa bóp cho từng con chó, sau đó huấn luyện viên ngồi trên xe nổ máy chạy và dắt chó theo cho chúng chạy bộ. Ba tiếng sau đó, chó được đưa ra các hồ nước thiết kế riêng cho chó để bơi, Chúng được tập bơi hàng ngày. Chúng phải tập chạy đoạn đường ngắn và chạy theo vòng tròn để quen đường đua. Có khi người ta thả vào đường chạy những con thỏ thật để đánh thức bản năng săn mồi của chó đua.
Một ngày của chú chó đua bắt đầu từ đầu giờ chiều. Để khởi động cho buổi đua chính vào lúc tối, từng nhóm chó phải bước vào tập luyện khởi động. Một trong những bài tập đó là lội dưới hào nước. Tiếp đó là bài tập đua trong vòng xuyến với con mồi giả được nhân viên trung tâm nuôi chó điều khiển. Con mồi giả chạy lướt rất nhanh, hút chó lao theo. Để tạo cho chó có bước chạy thanh thoát trên đường đua, sân tập được bơm nước để tăng lực cản buộc chó đua phải guồng hết tốc lực. Không chỉ tập chạy một mình, các chú chó còn phải chạy theo cặp để làm quen với cảm giác chạy đua cùng đối thủ.

### Dạy vẹt
Dạy vẹt những cử chỉ đơn giản. Trên cơ sở đã thân thiện với vẹt, sẽ dạy những hành vi đơn giản theo mục đích của mình. Ví dụ: Nếu bạn muốn tạo cho con chim của bạn trở nên quen với việc bị xử lý nhẹ nhàng, trước hết, có thể vuốt ve với bàn chân và ngón chân của nó để không tạo nó phản ứng của nó về hành vi. Dần dần nó sẽ quen và đưa chân của nó cho vuốt ve là thành công rồi. Tiếp đó, nhẹ nhàng nâng đỡ đôi cánh của nó. Dạy vẹt nhận biết âm thanh đơn giản, bằng những cử chỉ đơn giản, như ra hiệu bằng tay, hay gọi nó lại gần. Để gọi được con chim, đầu tiên bạn phải đặt cho nó một cái tên đơn giản, với một âm tiết để chim dễ bắt chước. Dạy vẹt nói những từ đơn giản. Khi vẹt đã chấp nhận những cử chỉ thân thiện, như vuốt ve, biết nghe tiếng gọi thì sẽ dạy nó nói những từ đơn giản, thường là có nguyên âm a, o thì vẹt dễ học nhất.

### Thuần ngựa
Hiện nay, cưỡi ngựa là môn thể thao được nhiều người yêu thích. Đây cũng là môn thể thao đòi hỏi người chơi phải biết tương tác với con vật. Việc huấn luyện bắt đầu khi ngựa còn nhỏ, cho ngựa tiếp xúc với con người khiến con vật này trở nên dạn dĩ hơn, sau đó dạy ngựa bằng sợi dây. Người huấn luyện sẽ cột dây vào đầu ngựa và cho chạy vòng vòng theo hình tròn cùng lúc dậy ngựa nghe những hiệu lệnh như ngừng, đi, chạy. Yên ngựa và người ngồi lên cưỡi ngựa được được dạy một cách từ từ cho ngựa quen dần. Một thời gian sau, họ sẽ dạy ngựa bằng cách dùng chân hay tay của mình để điều khiển ngựa theo ý muốn, họ dùng chân thúc vào bụng để khiến ngựa đi ngang, kéo dây cương ngược lại đằng sau để ra hiệu cho ngựa dừng lại, giật phía phải để quẹo phải, giật phía trái để rẽ trái.
Khi huấn luyện ngựa, những người huấn luyện sẽ bắt đầu bằng việc gây khó chịu cho ngựa và tiếp tục cho tới khi nào ngựa hình thành được thói quen đi ngang thì người ta mới thôi thúc vào bụng nó, hoặc ép chặt hai chân vào bụng ngựa và chỉ ngưng không ép nữa khi mà ngựa đi thẳng tới mới thôi. Ngựa có trí nhớ rất tốt và quyến luyến, tuy nhiên gần gũi với ai đó cũng còn tùy thuộc vào tính khí của ngựa. Một con ngựa có tính sợ hãi hay hung dữ thường rất khó dậy. Vì vậy, thông qua việc chăm sóc cho ngựa, con người có thể thân thiết với ngựa, từ đó hiểu ngựa nhiều hơn và huấn luyện ngựa cũng dễ dàng hơn.

### Dạy trâu
Người Mông, Dao, Mường, Thái, Tày, Nùng có tục dạy trâu, ở một số vùng rất quan tâm tới việc dạy trâu, để con trâu trở thành loài vật gắn bó mật thiết với việc sản xuất trên đất dốc của người miền núi, vùng cao, những người biết dạy trâu phải có kinh nghiệm lượng sức lực của nó, lượng mức tinh khôn của nó mà dạy nó cho phù hợp, người ta sẽ sử dụng muối ăn pha loãng rẩy vào rơm cỏ, lõi ngô cho trâu ăn thêm “để dạy” cho nó khỏi quên chuồng, quên đàn, khỏi lạc bầy lạc bạn và còn dùng chính con ong đất để dạy cho nó nhận biết phát hiện ong đất (loại ong to con có nọc rất độc, có thể đốt chết trâu) mà né tránh không đụng tới tổ.
Việc dạy cho trâu biết nghe tín hiệu chỉ bảo của người, biết cày trên ruộng bậc thang, trên sườn đất dốc là quan trọng vì ở vùng ruộng nương lẫn nhiều đá, con trâu phải “mẫn cảm” khi lưỡi cày chạm đá để kịp dừng bước, nếu không sẽ gãy bắp cày, mẻ lưỡi cày. Người nông dân dạy trâu công phu tỉ mỉ từ việc leo dốc lên ruộng nương đến việc vượt qua các hòn đá mà không bị xô xuống vực sâu, không bị lăn từ núi dốc xuống. Do được dày công luyện tập, dạy dỗ công phu mà đàn trâu trong các bản của đồng bào vùng dân tộc tinh khôn hơn, có sức bền bỉ hơn, chịu rét, chịu khát tốt hơn.

### Chim công
Để nuôi được chim công không khó, nhưng luyện làm sao cho công múa đẹp là cả một vấn đề, cần có bí quyết riêng mới có thể thành công được. Muốn luyện cho công múa, chủ nuôi phải luyện cho con vật quen người trước, sau đó mới dạy múa dần. Chẳng hạn như múa xòe đuôi là cơ bản nhất, người nuôi chú ý tạo không gian rộng, thoáng, để ánh nắng chiếu vào chim công mới có hứng múa. Còn muốn công múa cả chân kết hợp với đuôi thì người chủ phải thường xuyên vào chuồng nhảy múa, chơi cùng con vật.

### Đại bàng
Chơi và huấn luyện chim săn mồi (falconry) trên thế giới đã có từ lâu và được coi là một môn thể thao. Tại châu Á, ở các nước như Thái Lan, Ấn Độ, Mông Cổ..., phong trào falconry rất mạnh và phổ biến, riêng tại Ấn Độ có hẳn một festival về bộ môn này.Ở Việt Nam phong trào chơi và huấn luyện chim săn mồi mới chỉ có vài năm trở lại đây, tập trung ở một vài thành phố lớn như Hà Nội, TP HCM, còn các tỉnh, thành khác chỉ lẻ tẻ vài người chơi vì đây là một môn chơi khá quý tộc.
Huấn luyện một con chim đại bàng đòi hỏi khá nhiều công sức, vì đây là loài chim ăn thịt nên hàng ngày phải cung cấp dinh dưỡng cho chúng khá tốn kém và phải vệ sinh nơi nuôi thường xuyên. Thường những con chim được người nuôi nhân giống sẽ dễ huấn luyện hơn vì chất hoang dã đã bớt đi rất nhiều, nó sẽ dễ nghe lệnh của chủ hơn chim đưa về từ môi trường thiên nhiên. Chim đại bàng không phải như những loại chim nuôi khác, mà đòi hỏi phải có sự huấn luyện ở một trình độ cao, người chơi phải rất có kiến thức với môn chơi. Có những người nhờ hẳn một người khác huấn luyện cho con chim của mình, nhưng khi rời tay người huấn luyện, không được tiếp tục huấn luyện thường xuyên thì chim sẽ quên. khi chim được một năm tuổi là bắt đầu cho tập luyện và thường thì mất 6 tháng để thành thục các bài tập như bay tự do và nghe tiếng còi hoặc một loại hiệu lệnh sẽ bay về đáp nhẹ nhàng ngay trên cánh tay của người huấn luyện, hay bài tập bắt mồi giả, bắt mồi thật trên không. Quá trình huấn luyện có thể bị sự cố là con chim không nghe lời mà bay luôn vào môi trường hoang dã tự nhiên.
Thời gian huấn luyện một con chim đại bàng nhanh hay lâu tuỳ thuộc rất nhiều vào người huấn luyện. Tính khí mỗi con đều khác nhau, người huấn luyện trước tiên phải coi chúng như một người bạn, sẵn sàng lắng nghe và động viên kịp thời… Có những con chim đại bàng khi đưa ra tập thấy ngựa là rất sợ, hoặc có con thấy chó là co rúm lại không thiết tha bài tập, thậm chí không nghe lời nữa. Điều đặc biệt mà tạo hoá cho con chim đại bàng là đôi mắt chúng rất sáng và đôi tai rất thính, có khi chim bay cao, xa nhưng chỉ một tiếng còi thổi nhẹ hay một hiệu lệnh đã quy định thì lập tức bay về xà cánh rất đẹp và đáp nhẹ nhàng trên tay chủ. Một con chim đã thuần thục thì đôi mắt hoặc tai của chúng luôn hướng về người chủ.